# Victoria Rumary
Victoria Rumary, née le 28 avril 1988 à Scunthorpe, est une archère handisport britannique concourant en W1. Elle est médaillée de bronze aux Jeux de 2020.

## Carrière
Dans l'enfance, elle concourt chez les valides. En 2010, elle subit une opération pour lui enlever une partie du cerveau pour traiter son épilepsie mais une infection la laisse clouée dans un fauteuil roulant. Elle arrête alors le tir à l'arc pendant 4 ans et revient à la compétition en 2014, chez les handisport.
Pour ses débuts aux Jeux, Rumary remporte la médaille de bronze catégorie W1 lors des Jeux paralympiques d'été de 2020 en battant l'Américaine Lia Coryell 131-123 en petite finale.

## Palmarès

### Jeux paralympiques
- médaille de bronze dans l'épreuve individuelle W1 féminine aux Jeux paralympiques d'été de 2020 à Tokyo

### Championnats du monde
- médaille de bronze dans l'épreuve individuelle W1 féminine aux Championnats du monde 2017 à Pékin

### Championnats d'Europe
- médaille d'argent dans l'épreuve individuelle W1 féminine aux Championnats d'Europe 2017 à Pilsen
- médaille d'argent dans l'épreuve par équipes W1 féminine aux Championnats d'Europe 2017 à Pilsen